# Peter Grosser
Peter Grosser (München, 1938. szeptember 28. – München, 2021. március 2.) nyugatnémet válogatott német labdarúgó és edző.

## Pályafutása

### Klubcsapatban
Pályafutását a Bayern Münchenben kezdte 1958-ban. A felnőtt csapatban 1960-ban debütált. 1963-ig játszott a Bayern Münchenben. 1963-tól 1969-ig a TSV 1860 München játékosa volt, ahol egy alkalommal német kupát, egy alkalommal német bajnokságot nyert, és 1965-ben Kupagyőztesek Európa-kupája ezüstérmese lett. 1969 és 1974 között az SV Austria Salzburgban futballozott. 1974-ben vonult vissza.

### A válogatottban
NSZK labdarúgó-válogatottjában két alkalommal lépett pályára.

### Edzőként
1977-től 1987-ig és 1993-ban az SpVgg Unterhaching edzője volt.

### Klubalelnökként
1990 és 2011 között az SpVgg Unterhaching alelnöke volt.

## Sikerei, díjai
TSV 1860 München
- Nyugatnémet bajnokság (Bundesliga)
  - bajnok: 1966
- Nyugatnémet kupa (DFB Pokal)
  - győztes: 1964
- Kupagyőztesek Európa-kupája
  - döntős: 1965